# Partido Revolucionario Cubano (Auténticos)
Die Partido Revolucionario Cubano (Auténticos) (dt. „Kubanische Revolutionspartei (Die Authentischen)“),  war eine politische Partei in Kuba, welche in der Politik der Jahre 1934–1952 eine wichtige Rolle spielte und zwei Präsidenten stellte.

## Name

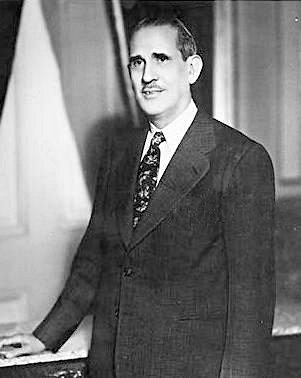
Ramón Grau San Martín

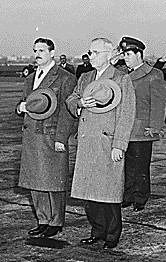
Carlos Prío (links) mit Harry S. Truman 1948

Als die Partei im Jahre 1934 gegründet wurde, wollte man sich mit dem Namen an die Revolutionspartei José Martis anlehnen. Allerdings existierte bereits eine Revolutionspartei Kubas, weshalb man dem Parteinamen zur Unterscheidung ein Auténticos beifügte. Sie wird umgangssprachlich auch als Partido Auténtico bezeichnet, die gebräuchlichste Abkürzung lautet PRC(A).

## Vorgeschichte
Am 12. August 1933 wurde der langjährige Diktator Gerardo Machado durch einen Generalstreik gestürzt und durch eine Interimsregierung abgelöst. Doch bereits am 4. September 1933 putschte Fulgencio Batista durch den sogenannten „Aufstand der Unteroffiziere“ gegen die Interimsregierung.  Ramón Grau San Martín wurde als Präsident eingesetzt, doch bereits am 14. Januar 1934 wieder von Batista gestürzt. In den folgenden Jahren setzte Batista verschiedene Präsidenten als Marionetten ein, bis er schließlich ab dem Jahre 1940 selbst das Amt des Präsidenten übernahm.

## Geschichte
Im Januar 1934 gründeten Ramón Grau, Eduardo Chibás und Carlos Prío gemeinsam mit weiteren Anführern des überwiegend von Studenten getragenen Volksaufstands gegen Diktator Gerardo Machado von 1933, die Partido Revolucionario Cubano (Auténticos). Die zentralen Themen der Partei waren die Verwirklichung der vollen staatlichen Unabhängigkeit und die Umsetzung sozialer Reformen im Interesse der wirtschaftlich benachteiligten Teile der kubanischen Bevölkerung.
Bereits  am 10. Oktober 1944 gewann Grau, der Kandidat der Auténticos, die Präsidentschaftswahl um die Nachfolge  Batistas, welcher darauf ins Exil ging. Auf Grund der Korruption der Regierung wandten sich viele Kubaner bald wieder von der Partei ab. Aus demselben Grund verließ Eduardo Chibás im Jahre 1947 die Partei und gründete die Partido del Pueblo Cubano (Ortodoxos), mit der er im Jahre 1948 gegen Carlos Prío antrat, den Präsidentschaftskandidaten der Auténticos. Bei der Wahl am 10. Oktober gewannen jedoch erneut die Auténticos die Wahl und Prío wurde Präsident. Die anhaltende Korruption führte jedoch dazu, dass die Partei immer mehr Anhänger verlor, so dass bei der Wahl im Jahre 1952 ein Sieg der Ortodoxos, welche die Korruption der Regierung anprangerten, als wahrscheinlich galt. Allerdings wurde diese nie abgehalten, da Batista, der wieder auf den Schauplatz der kubanischen Politik zurückgekehrt war, am 10. März 1952, drei Monate vor der Wahl, gegen Prío putschte.